# Phares de Hoek van Holland
Les phares de Hoek van Holland guident les navires vers le port de Rotterdam et l'Europort. Deux anciens phares existaient ils ont été remplacés. Voici la liste :
1. l'ancien phare haut, toujours en place ;
2. l'ancien phare bas, maintenant dans le musée du port de Rotterdam ;
3. les 2 nouveaux phares rouges pour le feu directionnel rouge, mis en service en 1974 ;
4. les 2 nouveaux phares verts pour le feu directionnel vert, mis en service en 1974 ;
5. les 2 nouveaux phares blancs pour le feu directionnel blanc, mis en service en 1974 ;
6. la tour de Garde de Kijkduin ajoutée en 2004 installée à Hoek van Holland sur le site de l'ancien phare bas.

## L'ancien phare haut

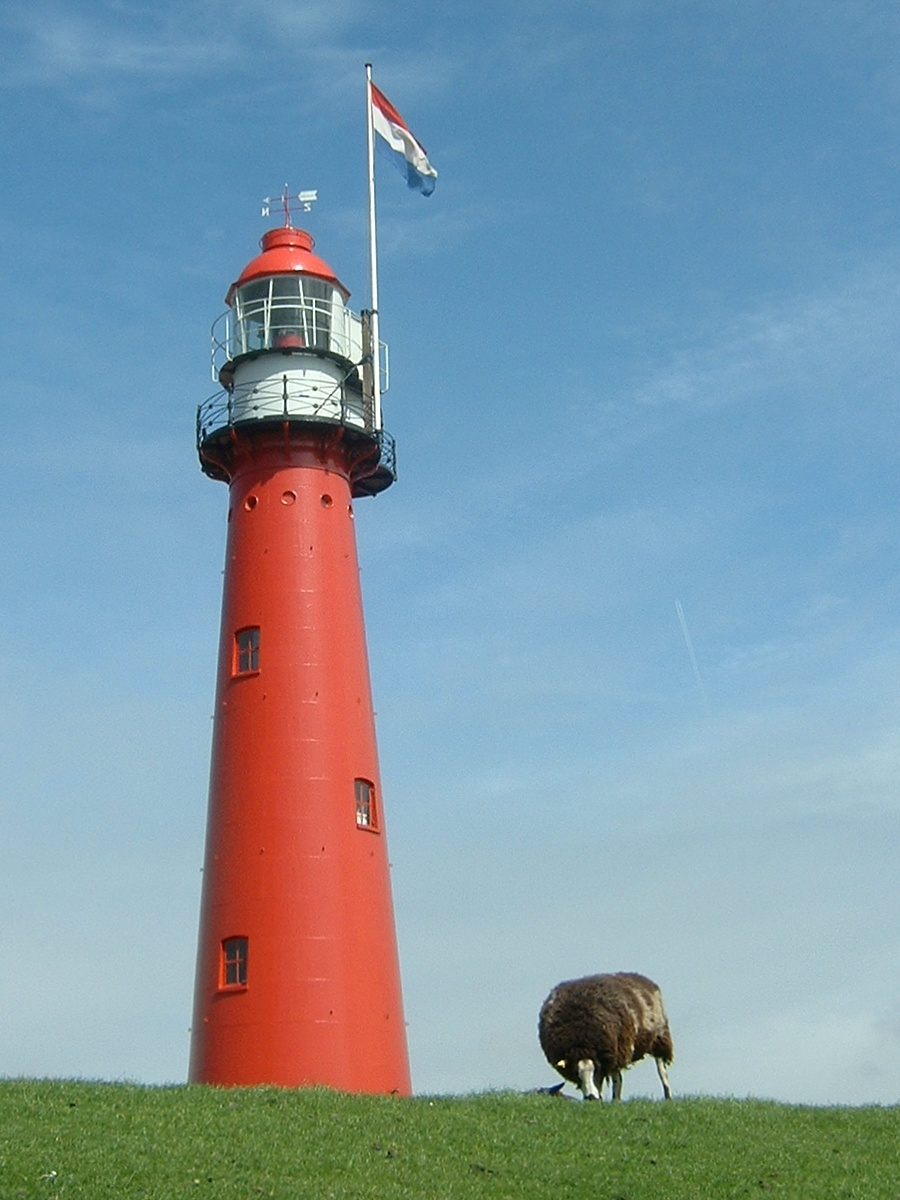

Construit en 1893 par A.C. van Loo, ce phare est une tour ronde en fonte préfabriquée à Dordrecht par Penn & Bauduin  de 21 m de haut, avec galerie en lanterne. Il est peint en rouge avec une lanterne blanche. Sa lentille de Fresnel de 3e ordre a été transférée dans un autre phare.
Il a été désactivé en 1974 et devait être démoli. La tour contient maintenant un petit musée . Il a été restauré en 2009. La tour et le musée sont ouverts l'après-midi en week-end.
Identifiant : ARLHS : NET-142.

## L'ancien phare bas

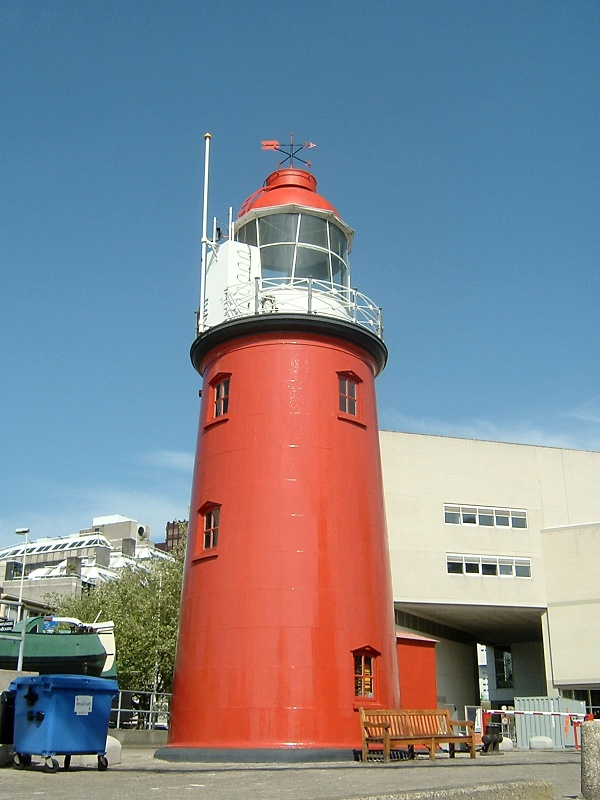

Construit en 1893 par A.C. van Loo, ce phare est une tour ronde en fonte préfabriquée de 13,5 m de haut, avec galerie en lanterne. Il est peint en rouge avec une lanterne blanche au dôme rouge.
Il a été désactivé en 1974 et e n 1977, le phare a été transféré au musée à Leuvehaven, à Rotterdam.

Identifiant : ARLHS : NET-043.

## Les nouveaux phares

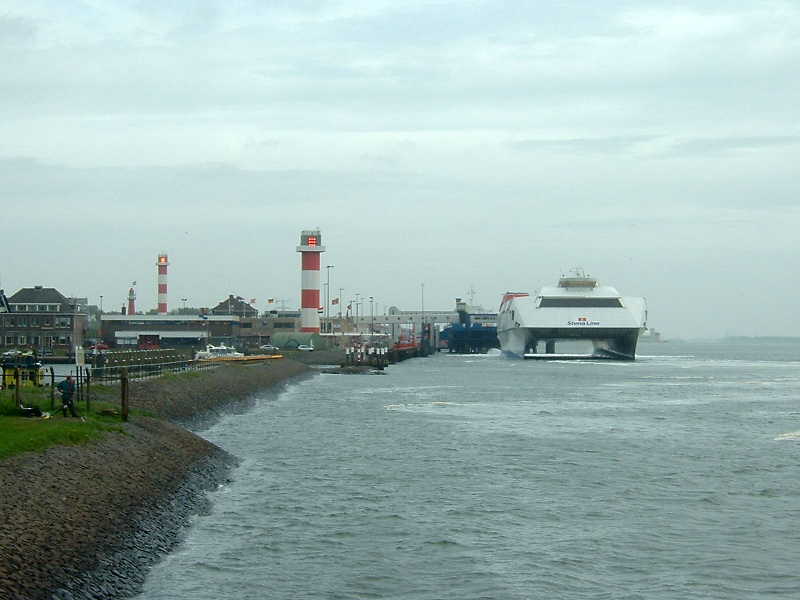
Les nouveaux phares rouges ; en arrière-plan l'ancien phare haut

En 1974 quand le Maasvlakte a été achevé, les anciens phares étaient trop loin de la mer. Ils ont été remplacés par six tours en béton et, ensemble, ils forment trois feux directionnels pour l'Eurogeul.
1. Parcours Nord : deux phares rouges guident les navires dans la voie navigable vers le port de Rotterdam.
2. Parcours Moyen : Deux phares blancs guident les navires vers le tracé intermédiaire.
3. Parcours Sud : Deux phares verts guident les navires vers l'Europort.

Les nouveaux phares sont beaucoup plus élevés que les anciens.

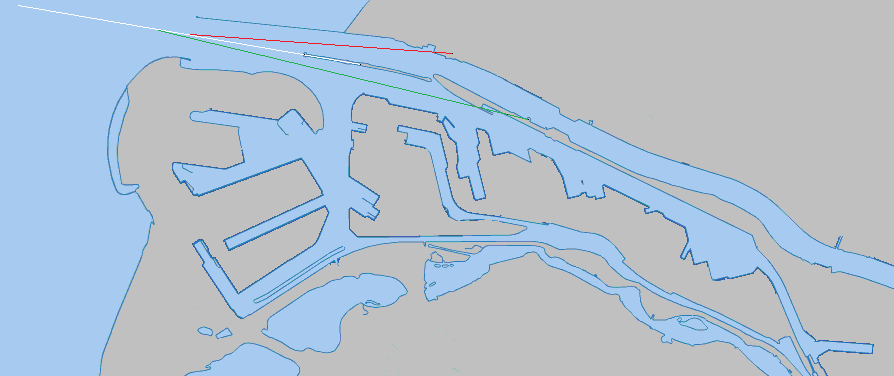
Les phares de l'entrée du port de Rotterdam/Europort et les trois feux directionnels : blanc rouge, vert.

| Nom                      | Feu directionnel | Position                          |
| ------------------------ | ---------------- | --------------------------------- |
| Phare bas de Maasmond    | Blanc            | 51° 58′ 53,17″ N, 4° 04′ 53,41″ E |
| Phare haut de Maasmond   | Blanc            | 51° 58′ 39,36″ N, 4° 05′ 48,76″ E |
| Phare bas Nouveau canal  | Rouge            | 51° 58′ 33,26″ N, 4° 07′ 32,19″ E |
| Phare haut Nouveau canal | Rouge            | 51° 58′ 28,88″ N, 4° 07′ 54,81″ E |
| Phare bas Europort       | Vert             | 51° 57′ 34,37″ N, 4° 08′ 42,65″ E |
| Phare haut Europort      | Vert             | 51° 57′ 26,66″ N, 4° 09′ 08,6″ E  |